# Білл Пілчук
Білл Пілчук (англ. Bill Pilczuk, 14 вересня 1971) — американський плавець.
Чемпіон світу з водних видів спорту 1998 року.
Переможець Пантихоокеанського чемпіонату з плавання 1997 року, призер 1999 року.
Призер Панамериканських ігор 1995 року.